# Shinjuku Center Building
Le Shinjuku Center Building est un gratte-ciel de Tokyo qui mesure 223 m pour 54 étages.
L'architecte est la société Taisei Corporation